# جیووانی فدریکو
جیووانی فدریکو (انگلیسی: Giovanni Federico؛ زادهٔ ۴ اکتبر ۱۹۸۰) بازیکن فوتبال اهل آلمان است.
از باشگاه‌هایی که در آن بازی کرده‌است می‌توان به باشگاه فوتبال کارلسروهه، باشگاه فوتبال بوخوم، باشگاه فوتبال آرمینیا بیله‌فلد، باشگاه فوتبال بروسیا دورتموند، و باشگاه فوتبال کلن اشاره کرد.